# Žygimantas Vaičiūnas
Žygimantas Vaičiūnas (ur. 19 stycznia 1982 w Szakach) – litewski politolog i urzędnik państwowy, w latach 2011–2012 wiceminister energetyki, w latach 2016–2020 i od 2024 minister energetyki.

## Życiorys
Z wykształcenia politolog, absolwent studiów europejskich, które ukończył na Uniwersytecie Wileńskim. Pracował w agencji rozwoju regionalnego w Wilnie i w instytucie badawczym. Był także nauczycielem akademickim na macierzystej uczelni.
W 2009 zatrudniony w nowo powstałym Ministerstwie Energetyki, gdzie objął stanowisko dyrektora departamentu planowania strategicznego i spraw europejskich. W 2011 został zastępcą ministra Arvydasa Sekmokasa w gabinecie Andriusa Kubiliusa. Po zmianie władzy w 2012 pozostał w administracji rządowej, będąc doradcą nowego ministra Jarosława Niewierowicza. W 2014 przeszedł do pracy w stałym przedstawicielstwie Litwy przy Unii Europejskiej jako attaché do spraw energii.
13 grudnia 2016 w nowo utworzonym gabinecie Sauliusa Skvernelisa objął stanowisko ministra energetyki. Funkcję tę pełnił do 11 grudnia 2020. Związał się później z ugrupowaniem byłego premiera pod nazwą Związek Demokratów „W imię Litwy”; 12 grudnia 2024 z jego rekomendacji ponownie został ministrem energetyki, dołączając do rządu Gintautasa Paluckasa.